# Carole Quinton
Carole Louise Quinton, coniugata Barr e, successivamente, Kibble-White (Rugby, 11 luglio 1936), è un'ex ostacolista e velocista britannica.

## Biografia
Nel 1956 prese parte ai Giochi olimpici di Melbourne nella gara degli 80 metri ostacoli, ma fu eliminata durante le semifinali. Nel 1958 partecipò ai Giochi dell'Impero Britannico, dove fu medaglia d'argento sempre negli ostacoli. Medaglia che replicò lo stesso anno ai campionati europei di Stoccolma, ma nella staffetta 4×100 metri.
Nel 1960 tornò a gareggiare ai Giochi olimpici di Roma, dove conquistò un'altra medaglia d'argento negli 80 metri ostacoli, mentre arrivò in finale nella staffetta 4×100 metri insieme a Dorothy Hyman, Jenny Smart e Mary Bignal-Rand, che però non portarono a termine la gara.

## Palmarès
| Anno        | Manifestazione                | Sede        | Evento                | Risultato    | Prestazione | Note        |
| Regno Unito | Regno Unito                   | Regno Unito | Regno Unito           | Regno Unito  | Regno Unito | Regno Unito |
| ----------- | ----------------------------- | ----------- | --------------------- | ------------ | ----------- | ----------- |
| 1956        | Giochi olimpici               | Melbourne   | 80 metri ostacoli     | elim. semif. | 11"4        |             |
| Inghilterra |                               |             |                       |              |             |             |
| 1958        | Giochi dell'Impero Britannico | Cardiff     | 80 metri ostacoli     | Argento      | 10"77       | w           |
| Regno Unito |                               |             |                       |              |             |             |
| 1958        | Europei                       | Stoccolma   | Staffetta 4×100 metri | Argento      | 46"0        |             |
| 1960        | Giochi olimpici               | Roma        | 80 metri ostacoli     | Argento      | 10"9        |             |
| 1960        | Giochi olimpici               | Roma        | Staffetta 4×100 metri | dnf          | dnf         |             |